# فريد زينمان
فريد زينمان (بالألمانية: Fred Zinnemann)‏ (1907-1997) هو مخرج أفلام حاز على جائزة الأوسكار لأفضل مخرج مرتين. أخرج 25 فيلما على مدى 50 عاما. من أهم أفلامه ظهيرة مشتعلة (1952) ومن هنا إلى الخلود (1953). ساهم في بدايات ممثلين مثل مونتغومري كليفت ومارلون براندو وغريس كيلي ورود ستايغر وميرل ستريب.
كان من أوائل المخرجين الذين أصروا على استخدام مواقع تصوير خارجية وخلط الممثلين النجوم مع الأشخاص العاديين لإعطاء أفلامه المزيد من الواقعية. كان معروفا بالتجريب والمخاطرة مما خلق أفلاما فريدة من نوعها. أكثر قصصه درامية عن أفراد وحيدين ذوي مبادئ يتعرضون لأحداث مأساوية. وفقا لمؤرخ، أظهر أسلوب زينمان إحساسه «بالواقعية النفسية وعزمه الواضح على تقديم صور جديرة بالاهتمام ومع ذلك مسلية للغاية».

## سيرته
ولد فريد زنيمان، وهو ابن طبيب، في شمال شرق الإمبراطورية النمساوية المجرية لأسرة يهودية، ونشأ في فيينا. في شبابه، كان صديقا مقربا لبيلي وايلدر الذي سيصبح مخرجا هوليووديا بارزا، بل كانا معا في بعض الأحيان في نفس الصف، وقد بقيا على اتصال مدى الحياة. تخرج من الثانوية في عام 1925، وبعد أن كانت مهتما في البداية بتعلم الموسيقى، اتجه لدراسة القانون.
في عام 1927، وبعد معارضة كبيرة من والديه وأقاربه، التحق في باريس بمدرسة لتقنيات التصوير الفوتوغرافي والتصوير السينمائي، في مدرسة أسسها الإخوة لوميير. بدأ العمل في مجال السينما في برلين ابتداء من عام 1928، وكان مساعد مصور في عام 1929 لفيلم صامت من بطولة الممثلة مارلينه ديتريش. عمل للمرة الثالثة كمساعد مصور في صيف عام 1929 في فيلم «الشعب يوم الأحد» وهو من تأليف صديقه بيلي وايلدر.

### هوليوود
غادر زينمان ألمانيا في أكتوبر 1929، وذهب إلى هوليوود. وهناك عمل كمساعد مخرج ومخرج أفلام قصيرة. شارك كممثل في دور صغير في الفيلم الروائي كل شيء هادىء على الجبهة الغربية، لكن لم يستمر في مهنة التمثيل. قدم زينمان أول أفلامه كمخرج عام 1936 من خلال الفيلم الوثائقي «الصيد بالشباك» عن استغلال صيادي السمك المكسيكيين، استغرق إعداده سنتنين، وهو من إنتاج مكسيكي ويعتبر أسلوبه سابقا لما عرف بالواقعية الإيطالية. حصل زينمان عام 1936 على الجنسية الأمريكية، ثم توظف في عام 1937 في قسم الأفلام القصيرة لدى استوديو مترو جولدوين ماير. في عام 1938 حصل على أول جائزة أوسكار له عن فيلمه القصير الثالث «الأمهات قد يعشن» عن الطبيب المجري أجناتس سيملفيس.
في الأربعينيات، انتقل زينمان أخيرا إلى مجال الفيلم الروائي بعد نجاحاته الأولى. بدأ بإخراج أفلام درجة ثانية عام 1942. ثم حقق نقلة عام 1944 وأخرج فيلم «الصليب السابع» مع الممثل سبنسر تريسي وهو معتبس من رواية للكاتبة أنا زيجرس. ثم نقلة أخرى مع فيلم البحث عام 1948 مع الممثل مونتغومري كليفت. في نفس العام أنهى عقده مع «إم جي إم». وكان مستاء من نظام وسلطة الاستوديو في أمريكا. واختار أن يكون مخرجا مستقلا.
في عام 1951، قدم فيلمه الأكثر شهرة، وهو ظهيرة مشتعلة الذي قدم فيه دراما نفسية أخلاقية من خلال فنيات تصوير عالية. فاز الفيلم بأربعة جوائز أوسكار. عام 1953 قدم فيلم من هنا إلى الخلود الذي رشح ل13 جائزة أوسكار وفاز بثمان.

## روابط خارجية
- فريد زينمان على موقع IMDb (الإنجليزية)
- فريد زينمان على موقع الموسوعة البريطانية (الإنجليزية)
- فريد زينمان على موقع مونزينجر (الألمانية)
- فريد زينمان على موقع ألو سيني (الفرنسية)
- فريد زينمان على موقع تيرنر كلاسيك موفيز (الإنجليزية)
- فريد زينمان على موقع أول موفي (الإنجليزية)
- فريد زينمان على موقع قاعدة بيانات الأفلام السويدية (السويدية)
- فريد زينمان على موقع إن إن دي بي (الإنجليزية)
- فريد زينمان على موقع قاعدة بيانات الفيلم (الإنجليزية)
- فريد زينمان على موقع كينوبويسك (الروسية)